# Йорк (округ Грін, Вісконсин)
Йорк (англ. York) — місто (англ. town) в США, в окрузі Ґрін штату Вісконсин. Населення — 969 осіб (2020).

## Демографія
Згідно з переписом 2010 року, у місті мешкало 910 осіб у 341 домогосподарстві у складі 270 родин. Було 366 помешкань
Расовий склад населення:
| - 96,9 % — білих - 0,8 % — чорних або афроамериканців - 0,7 % — вихідців з тихоокеанських островів - 0,2 % — корінних американців - 0,1 % — азіатів |

До двох чи більше рас належало 1,3 %. Частка іспаномовних становила 1,1 % від усіх жителів.
За віковим діапазоном населення розподілялося таким чином: 26,7 % — особи молодші 18 років, 63,7 % — особи у віці 18—64 років, 9,6 % — особи у віці 65 років та старші. Медіана віку мешканця становила 42,1 року. На 100 осіб жіночої статі у місті припадало 102,7 чоловіків;  на 100 жінок у віці від 18 років та старших — 104,0 чоловіків також старших 18 років.
Середній дохід на одне домашнє господарство  становив 98 757 доларів США (медіана — 78 750), а середній дохід на одну сім'ю — 101 929 доларів (медіана — 84 500). Медіана доходів становила 48 750 доларів для чоловіків та 38 750 доларів для жінок. За межею бідності перебувало 7,9 % осіб, у тому числі 6,3 % дітей у віці до 18 років та 10,0 % осіб у віці 65 років та старших.
Цивільне працевлаштоване населення становило 671 особа. Основні галузі зайнятості: освіта, охорона здоров'я та соціальна допомога — 22,4 %, сільське господарство, лісництво, риболовля — 17,7 %, виробництво — 10,0 %, науковці, спеціалісти, менеджери — 9,8 %.